# Александар Васиљевић (фудбалер, 1982)
Александар Васиљевић (Рудо, 19. јун 1982) босанскохерцеговачки је фудбалер, који тренутно наступа за Бродарац.
Висок је 187 центиметара и игра на позицији централног дефанзивца.
Због свој начина игре познат је под надимком „сатара”. Као играч Хајдук из Куле, Васиљевић је услед опкладе са саиграчима скочио са моста у истоименом граду.